# سانجای کیرلوسکار
سانجای کیرلوسکار (انگلیسی: Sanjay Kirloskar) (زاده ۲۲ مارس ۱۹۵۷) کارآفرین، بازرگان و مدیر ارشد اجرایی هندی است، که در حال حاضر به‌عنوان مدیر عامل اجرایی و رئیس هیئت مدیره گروه کیرلوسکار فعالیت می‌کند.